# Gouvernement Eiroa
 Aragon
Gómez de las Roces Marco
Le gouvernement Eiroa est le gouvernement de l'Aragon entre le 19 juillet 1991 et le 18 septembre 1993, durant la IIIe législature des Cortes d'Aragon. Il est présidé par Emilio Eiroa.

## Historique
À la suite des élections du 26 mai 1991, le chef sortant de l'exécutif autonomique Hipólito Gómez de las Roces refuse d'entamer un second mandat après que le PAR a conclu un accord de coalition avec le Parti populaire d'Aragon (PP Aragon). Les régionalistes proposent alors Eiroa, 55 ans, comme nouveau dirigeant de la communauté autonome. Le 10 juillet, Emilio Eiroa est investi président de la Députation générale d'Aragon par 34 voix pour et 33 voix contre. Il n'est alors pas réélu sénateur par les députés autonomiques. Il est officiellement nommé le 12 juillet.
Le Parti des socialistes d'Aragon-PSOE (PSOE-Aragon) annonce le 6 septembre 1993 déposer une motion de censure après que le gouvernement autonomique a passé une convention à la régularité douteuse avec la chaîne privée Antena 3 et profitant d'une défection dans les rangs du PP Aragon. La motion est approuvée neuf jours plus tard, par 34 voix pour et 33 voix contre, les socialistes bénéficiant du soutien de la Gauche unie et du « transfuge » conservateur ; Eiroa dénonce à cette occasion une « fraude à la démocratie ». Il est relevé de ses fonctions dès le 17 septembre.

## Composition
| Fonction                                                                        | Titulaire | Titulaire                  | Parti |
| ------------------------------------------------------------------------------- | --------- | -------------------------- | ----- |
| Président de la Députation générale                                             |           | Emilio Eiroa García        | PAR   |
| Conseiller à la Présidence et aux Relations institutionnelles                   |           | José Ángel Biel Rivera     | PAR   |
| Conseiller à l'Économie et aux Finances                                         |           | Santiago Lanzuela Marina   | PP    |
| Conseiller à l'Aménagement du territoire, aux Travaux publics et aux Transports |           | Luis Acín Boned            | PAR   |
| Conseiller à l'Agriculture, à l'Élevage et à la Montagne                        |           | José Urbieta Galé          | PP    |
| Conseiller à l'Industrie, au Commerce et au Tourisme                            |           | Rafael Zapatero González   | PP    |
| Conseiller à la Santé, au Bien-être social et au Travail                        |           | Fernando Labena Gallizo    | PAR   |
| Conseillère à la Culture et à l'Éducation                                       |           | María Blanca Blasco Nogués | PAR   |
| Conseiller aux Affaires de la Communauté européenne                             |           | José Alberto García-Atance | PAR   |